# Temps d'aventura

Logo del Temps d'aventura la temporada 2007

Logo del Temps d'aventura del 2004 al 2006

Logo del Temps d'aventura del 2002 al 2003

Temps d'aventura és el programa de Televisió de Catalunya dedicat a l'esport a l'aire lliure o esport d'aventura. Va començar a emetre's la temporada 2002 com a continuació dels programes dedicats a la mateixa temàtica -L'aventura (1993-2000)- i als esports d'hivern -Temps de neu (1985-actualitat)-.
És setmanal i s'emet els dijous al vespre per Esport3 i també pel canal internacional TV3CAT, de maig a novembre. La majoria dels programes repeteixen l'emissió el cap de setmana. Del 2002 al 2010 s'havia emès a el 33.
Des de la temporada 2008 s'emet en proporció 16:9 i amb subtítols en català per a sords. Durant aquest any també incorpora subtítols en anglès en l'emissió per TDT. D'aquesta manera es converteix en el primer programa de producció pròpia de Televisió de Catalunya que es pot seguir en anglès. A partir del 2009 les opcions de subtitulat en altres idiomes es fa exclusivament per Internet.

## Internet
El programa ha estat sempre molt vinculat a internet. Al llarg de les temporades això ha anat augmentant. Va començar el 2002 disposant de pàgina web amb domini propi.
El 2003 va iniciar l'streaming de vídeo que ha continuat amb algun petit parèntesi. El 2006 va iniciar el podcast dels reportatges, esdevenint el primer programa de Televisió de Catalunya en fer-ho i un dels primers d'Europa.
El 2008 va iniciar la internacionalització amb una versió de l'streaming i del podcast subtitulat en anglès. També va fer una versió de l'streaming amb subtítols en català per a sords.
El 2008 Incorpora també una navegació a través de Google Maps pels escenaris dels reportatges permeten consultar geogràficament el lloc on es van gravar i podent visionar la totalitat dels reportatges emesos pel programa.
L'any 2009 es modifica i se simplifica la manera de fer la internacionalització del programa. El sistema triat és posar els continguts dins de YouTube amb subtítols en català. Si l'usuari ho tria, es pot traduir aquesta versió catalana a qualsevol de les llengües que té disponible el sistema de traducció automàtica de Google. Els reportatges disponibles a YouTube són de la temporada 2008 ençà i es poden veure en alta definició 720.

## Comunitat
Més enllà del programa de televisió i de la seva presència a Internet, el Temps d'Aventura ha fet altres iniciatives que han ampliat el seu abast.
L'any 2007 va fer, conjuntament amb Cossetània Edicions, el llibre "Racons. 22 excursions a peu i amb BTT proposades pels teleespectadors" amb una selecció de propostes de rutes fetes pels seguidors del programa. ISBN 978-84-9791-285-3.
L'any 2008 repeteix la iniciativa amb el llibre "Racons 08." ISBN 978-84-9791-375-1.
L'any 2009 participa en el SoloBici Festival a Vallnord portant seguidors del programa a participar en les diferents activitats que s'hi fan, entre elles una pedalada que duia en nom del programa.
L'any 2010 participa en l'Outdoor Sport Experience, un festival d'esports d'aventura que es fa per primer cop a Barcelona, concretament a Montjuïc. L'activitat que aplega més participants és la caminada "Temps d'aventura".
Ha participat en l'organització de diversos viatges (Zegama, Zermatt, Toubkal, Andorra, Serra del Montsec, etc.) i un curs d'orientació amb la participació dels seguidors del programa que guanyaven els concursos de selecció.

## Premis
- 2003: Zapping 2002 al millor programa esportiu atorgat per Teleespectadors Associats de Catalunya.[13]
- 2003: premi al millor documental estatal del VI Festival Internacional de Cine Deportivo Ciudad de Santander pel reportatge Cim a cegues, emès el 7 de juliol  del 2002. El reportatge mostrava l'experiència vital d'un grup de muntanyencs invidents que feien l'ascensió a l'Aneto.[14]
- 2004: dins la 22a. edició del Festival de Cinema de Muntanya de Torelló la placa de la Federació Espanyola d'Esports de Muntanya i Escalada al "millor film d'un realitzador espanyol" va ser per a Jaume Altadill per Les coses importants tenen un caminar lent dedicat a repassar l'historial de dos dels pioners de l'alpinisme català: Josep Manuel Anglada i Jordi Pons.[15]
- 2006: dins la 24a. edició del Festival de Cinema de Muntanya de Torelló la placa de la Federació Espanyola d'Esports de Muntanya i Escalada al "millor film d'un realitzador espanyol" va ser per a Jimi Pujol per El Cavall Bernat recreació de la primera escalada a aquesta agulla de Montserrat, reportatge emès el 27 d'octubre de 2005, l'any que se’n commemorava el 70è aniversari.[16]
- 2010: en la 21a. edició del premi de periodisme turístic "Pica d'Estats", Toni Real, director del TEMPS D'AVENTURA, va rebre el Premi Trajectòria "per haver dirigit programes tan importants al llarg dels anys com “Temps de neu” i “Temps d'aventura".[17]

## Premi Temps d'Aventura
Des de l'any 2004, patrocina un premi, que du el nom del programa, dins del Festival Internacional de Cinema de Muntanya i Aventura de Torelló.
Es tracta d'un premi a la producció que més bé s'adapti al format televisiu.
Les pel·lícules guardonades han estat aquestes:
- 2004: "Hidrofilia" de Jesús Bosque. Espanya[18]
- 2005: "Dhaulagiri 1954: Argentinos en Himalaya" d'Ignacio Aguirre y Romina Coronel. Argentina.[19]
- 2006: "GurlaMandata.com" de Johan Perrier. França.[16]
- 2007: "Patagonia Dreams" de M. Lecomte, O. Favresse, S.Villanueva i N. Favresse. Bèlgica.[20]
- 2008: "Knocking on heaven's door" de Robin Kaleta. Txèquia.[21]
- 2009: "Adrenaline and turbulence" d'Andras Kollmann. Hongria.[22]
- 2010: "The Birdman of the Karakoram" d'Alun Hughes. Gal·les.[23]